# Fremdverantwortung
Unter Fremdverantwortung versteht man in der Organisationslehre die Verantwortung einer Führungskraft für die Fehler der ihr unterstellten Mitarbeiter. Gegensatz ist die Eigenverantwortung.

## Allgemeines
Verantwortung ist allgemein in Organisationen (Unternehmen, Behörden oder sonstigen Personenvereinigungen) das Einstehenmüssen für Erfolg und Misserfolg gegenüber den delegierenden Instanzen. Bei der Fremdverantwortung wird ein Funktionsträger nicht nur für das eigene Handeln, sondern auch für das Handeln seiner Mitarbeiter zur Rechenschaft gezogen. Fremdverantwortung bedeutet, dass der Vorgesetzte im Rahmen einer sachgerechten Personalauswahl, Unterweisung und Überwachung der Mitarbeiter auch für deren Handeln einzustehen hat. Rechenschaft ist darüber abzulegen, ob Aufgaben, Normen, Erwartungen oder Zielvorgaben vom Aufgabenträger erfüllt wurden. Sanktionen gibt es bei positiver Erfüllung (Lob, Beförderung) und negativer Erfüllung (Tadel, Disziplinarmaßnahmen).  
Die Unterscheidung zwischen ausführender und leitender Tätigkeit erfordert eine Erweiterung der Verantwortungspflichten. Ausführende Tätigkeiten sind dadurch gekennzeichnet, dass die Beschäftigten überwiegend an Weisungen gebunden sind, wobei der Arbeitgeber gegenüber seinen Arbeitnehmern Arbeitsinhalt, Arbeitsort und Arbeitszeit der Arbeitsleistung nach billigem Ermessen näher bestimmen darf. Um leitende Tätigkeit handelt es sich, wenn Arbeitnehmer überwiegend oder ganz Führungsaufgaben wahrnehmen. Diese Vorgesetzten müssen nicht nur Rechenschaft für ihr eigenes Verhalten gegenüber ihren Vorgesetzten ablegen (Eigenverantwortung), sondern im Rahmen ihrer Führungsverantwortung nach Erich Kosiol auch „ein Verantworten von Fehlhandlungen der unterstellten (weisungsabhängigen) Aufgabenträger, soweit sich diese Fehlhandlungen aus einer unrichtigen Erfüllung der Leitungsaufgabe ergeben“, übernehmen. Diese Verantwortung der Führungskraft auch für die Fehler Untergebener heißt Fremdverantwortung.

## Umfang
Die Fremdverantwortung erstreckt sich auf fehlerhafte Ausführungsvorgänge, falsche Entscheidungen, missverständliche Anordnungen, unterbliebene Ausführungshandlungen, mangelhafte Erfüllung der delegierten Führungsfunktionen oder nachlässige oder fehlende Kontrolle bei untergebenen Mitarbeitern. Begehen die untergebenen Aufgabenträger jedoch fehlerhafte Ausführungsvorgänge, deren Ursache in ihrer Person liegt, so wird dies von der Fremdverantwortung nicht erfasst. Hierbei trägt die Führungskraft lediglich die Fremdverantwortung dafür, dass sie die Initiative zur Abstellung derartiger Fehlhandlungen ergreift oder durch Kontrolle die Fehler begrenzt oder ausschaltet. Zudem kommt eine Fremdverantwortung nur dann in Frage, wenn der Vorgesetzte seine Auswahl-, Unterweisungs- und Informationsaufgaben nicht oder nicht vollständig wahrgenommen hat.

## Folgen
Die Fremdverantwortung ist ein wesentliches Merkmal der Managementfunktion. Sie ergibt sich aus der Delegation von Entscheidungs- und Weisungsbefugnis der obersten Instanz (Vorstand, Geschäftsführung) an nachgeordnete Stellen. Diese müssen bei der Delegation von Aufgaben auf die hinreichende, aufgabenadäquate Qualifikation der Mitarbeiter achten und die Aufgabenerfüllung durch Wahrnehmung des Kontrollrechts überwachen. Die Kontrolle trägt dazu bei, Fehler der Mitarbeiter zu erkennen, zu minimieren oder ganz zu vermeiden. Dadurch wiederum wird eine Fremdverantwortung vermieden. Der Vorgesetzte hat für Fehler, die sich aus der unrichtigen Erfüllung seiner eigenen Leitungsaufgabe als Handlungsfehler bei unterstellten Aufgabenträgern ergeben, im Rahmen der Fremdverantwortung einzustehen. Erich Gutenberg zufolge erlischt durch die Delegation von Aufgaben, Kompetenzen und Verantwortung nicht die Fremdverantwortung der delegierenden Stelle: „Wird im Zusammenhang mit der Übertragung von Aufgaben Verantwortung geschaffen, so erlischt damit nicht die Verantwortung der übertragenden Stelle für die Ausführung der übertragenen Aufgaben“. Je höher die Hierarchieebene, desto mehr Fremdverantwortung ist zu übernehmen. 